# Phyllis Somerville
Phyllis Somerville (Iowa City, 12 dicembre 1943 – New York, 16 luglio 2020) è stata un'attrice statunitense.

## Biografia
Phyllis Somerville nasce il 12 dicembre 1943 ad Iowa City, Iowa, USA. I suoi genitori sono Lefa Mary (nata Pash; 1918-2011) e il Reverendo Paul Somerville (1919-1995); la famiglia segue il signor Somerville ogni volta che viene trasferito in un'altra chiesa. Ha tre fratelli: Bruce (anche lui attore), Paul (1947-2005) e Stephen, un patologo. Al liceo diventa una cheerleader e partecipa a progetti di teatro e musica, uno dei quali la porta a suonare il clarinetto nella banda statunitense. Frequenta il Morningside College e poi si trasferisce all'University of Northern Iowa, studiando teatro e laureandosi in inglese nel 1966. Al college recita in produzioni come The Visit, Electra e Macbeth.
Debutta a Broadway, nel ruolo di Wilma, nel musical del 1974 Over Here!, nominato per il Tony Award come miglior musical. In un periodo imprecisato, diventa un membro della Compagnia Teatrale LAByrinth, della quale farà parte per tutta la vita. Inoltre, diventa un'attrice fissa, nonché finanziatrice, dell'Arena Stage, un teatro regionale situato a Washington.

### Carriera
Per decenni, Phyllis Somerville è una delle attrici più famose di Hollywood, conosciuta soprattutto per i suoi personaggi matronali. L'attrice svolge sui palcoscenici teatrali gran parte dei suoi primi lavori, come il musical Over here!, del 1974, e Once in a lifetime, del 1978, entrambe produzioni Broadway. Nel 1981 debutta al cinema con un piccolo ruolo nel film Arturo. Nel 1983 torna alle produzioni Broadway con 'night Mother, dove interpreta Jessie Cates, sostituendo Kathy Bates e andando successivamente in tournée con l'attrice Mercedes McCambridge. L'opera viene replicata l'anno successivo anche in teatri Off-Broadway.
Dopo il 1984 decide di passare al cinema e alla televisione. Fra i suoi contributi cinematografici si ricordano ruoli in Vendesi miracolo (1992), Gli imbroglioni (1998) e Al di là della vita (1999), mentre sul piccolo schermo l'attrice interpreta ruoli ricorrenti nelle serie NYPD e Law & Order. Inoltre, ottiene una grande popolarità nel ruolo di May, madre iperprotettiva del pedofilo Ronnie (Jackie Earle Haley) in Little Children (2006) di Todd Field, e nel 2008 si unisce alle star Brad Pitt e Cate Blanchett nell'epica opera fantasy di David Fincher Il curioso caso di Benjamin Button, dove interpreta la nonna di Daisy.
Dal 2010 al 2013 ottiene di nuovo grande popolarità interpretando Marlene, personaggio inizialmente protagonista e poi solo ricorrente, della serie The Big C. Memorabile anche la sua interpretazione della governante nel film del 2013 Stoker. In seguito, dal 2016 al 2017, recita in Outsiders, serie televisiva dove interpreta il ruolo ricorrente di lady May Ferrell.
Nonostante il suo passaggio al cinema e alla televisione, l'attrice non abbandona mai del tutto la carriera teatrale, continuando a recitare in produzioni Off-Broadway come The Sum of Us, del 1990, dove interpreta il ruolo di Joyce, e il musical The Spitfire Grill, del 2001, dove interpreta Hannah. Il musical s'ispira all'omonimo film del 1996 (tradotto in italiano come La ragazza di Spitfire Grill), dove il personaggio della Somerville era interpretato da Ellen Burstyn. Inoltre recita nel musical Happiness, al Mitzi E. Newhouse Theatre nel 2009, e in I Remember Mama, una produzione sperimentale del 2014 tutta al femminile al fianco di Rita Gardner, Heather MacRae e Barbara Barrie. Nel 2018 torna alle produzioni Broadway con To Kill a Mockingbird, dove interpreta la signora Henry DuBose, l'ultimo ruolo teatrale della sua vita.
Sostenitrice del partito democratico per tutta la vita, muore il 16 luglio 2020 a New York City, per cause naturali, all'età di 76 anni. Dopo la morte viene cremata e le sue ceneri vengono restituite alla sua famiglia.

## Filmografia

### Cinema
- Arturo (Arthur), regia di Steve Gordon (1981)
- Vendesi miracolo (Leap of Faith), regia di Richard Pearce (1992)
- Trouble on the Corner, regia di Alan Madison (1997)
- Above Freezing, regia di Frank Todaro (1998)
- Just One Time, regia di Lane Janger (1998)
- Montana, regia di Jennifer Leitzes (1998)
- Gli imbroglioni (The Impostors), regia di Stanley Tucci (1998)
- Amori e ripicche (Curtain Call), regia di Peter Yates (1998)
- Better Living, regia di Max Mayer (1998)
- Semplicemente irresistibile (Simply Irresistible), regia di Mark Tarlov (1999)
- Al di là della vita (Bringing Out the Dead), regia di Martin Scorsese (1999)
- The Sleepy Time Gal, regia di Christopher Munch (2001)
- Revolution #9, regia di Tim McCann (2001)
- Swimfan - La piscina della paura (Swimfan), regia di John Polson (2002)
- Messengers, regia di Philip Farha (2004)
- Dumped!, regia di Joey Garfield e di Josh Lewis (2005)
- Just Like the Son, regia di Morgan J. Freeman (2006)
- Little Children, regia di Todd Field (2006)
- Broken English, regia di Zoe Cassavetes (2007)
- Le regole del gioco (Lucky You), regia di Curtis Hanson (2007)
- If I Didn't Care, regia di Ben Cummings e Orson Cummings (2007)
- Il curioso caso di Benjamin Button (The Curious Case of Benjamin Button), regia di David Fincher (2008)
- Restless, regia di Amos Kollek (2008)
- Capers, regia di Julian M. Kheel (2008)
- The Mighty Macs, regia di Tim Chambers (2009)
- Weakness, regia di Michael Melamedoff (2010)
- A Bird of the Air, regia di Margaret Whitton (2011)
- Forgetting the Girl, regia di Nate Taylor (2012)
- Surviving Family, regia di Laura Thies (2012)
- Il sosia - The Double (The Double), regia di Richard Ayoade (2013)
- Stoker, regia di Chan-wook Park (2013)
- 3rd Street Blackout, regia di Negin Farsad e Jeremy Redleaf (2015)
- Stuff, regia di Suzanne Guacci (2015)
- Detours, regia di Robert McCaskill (2016)
- One Fall, regia di Marcus Dean Fuller (2016)
- Le nostre anime di notte (Our Souls at Night), regia di Ritesh Batra (2017)
- Diane, regia di Kent Jones (2018)
- Poms, regia di Zara Hayes (2019)

### Televisione
- Law & Order - I due volti della giustizia (Law & Order) – serie TV, episodi 1x02-2x10 (1990-1991)
- Quando si ama (Loving) – soap opera, 11 puntate  (1992-1994)
- Così gira il mondo (As the World Turns) – soap opera, 3 puntate (1994-2004)
- New York News – serie TV, episodio 1x13 (1995)
- NYPD - New York Police Department (NYPD Blue) – serie TV, episodi 3x03-3x12 (1995-1996)
- Homicide, Life on the Street – serie TV, episodio 7x02 (1998)
- Sex and the City – serie TV, episodio 1x05 (1998)
- Una vita da vivere (One Life to Live) – soap opera, puntata n°7668 (1998)
- I Soprano (The Sopranos) – serie TV, episodio 2x05 (2000)
- Squadra emergenza (Third Watch) – serie TV, episodio 2x11 (2001)
- Law & Order - Unità vittime speciali (Law & Order: Special Victims Unit) – serie TV, episodio 2x13 (2001)
- Law & Order: Criminal Intent – serie TV, episodi 1x11 e 3x16 (2002;2004)
- Chappelle's Show – serie TV, episodio 1x12 (2003)
- Kidnapped – serie TV, 3 episodi (2007)
- Life on Mars – serie TV, episodio 1x01 (2008)
- The Big C – serie TV, 19 episodi (2010-2013)
- CSI: Miami – serie TV, episodio 8x14 (2010)
- Fringe – serie TV, episodio 3x14 (2011)
- House of Cards – serie TV, episodio 1x08 (2013)
- Unforgettable – serie TV, episodio 2x04 (2013)
- Elementary – serie TV, episodio 2x07 (2013)
- The Blacklist – serie TV, episodio 2x06 (2014)
- Taxi Brooklyn – serie TV, episodio 1x02 (2014)
- Blue Bloods – serie TV, episodio 5x17 (2015)
- Daredevil – serie TV, episodi 1x10-1x12 (2015)
- The Good Wife – serie TV, episodio 6x20 (2015)
- The Night Shift – serie TV, episodio 2x03 (2015)
- Impastor – serie TV, episodio 2x02 (2016)
- Outsiders – serie TV, 13 episodi (2016-2017)
- Unbreakable Kimmy Schmidt – serie TV, episodio 3x05 (2017)
- Madam Secretary – serie TV, episodio 5x04 (2018)
- Castle Rock – serie TV, episodio 1x01 (2018)
- Omicidio a Easttown (Mare of Easttown) – miniserie TV, 3 puntate (2021) - postuma

### Cortometraggi
- Anatomy of a Breakup, regia di Judy Minor (2002)
- Door Number Two, regia di Jeremy Redleaf (2008)
- Dead*Line, regia di Joseph Bakhash (2008)
- Wild & Precious, regia di Cusi Cram (2014)
- February, regia di Jessi Shuttleworth (2015)
- Public Property, regia di Alex Morf (2018)

## Teatro
- Over Here!, di Will Holt, regia di Tom Moore. Shubert Theatre di New York (1974)
- Once in a Lifetime, di Moss Hart e George S. Kaufman, regia di Tom Moore. Circle in the Square Theatre di New York (1978)
- 'night, Mother, di Marsha Norman, regia di Tom Moore. John Golden Theatre di New York (1983)
- The Night Hank Williams Died, di Larry L. King, regia di Christopher Ashley. WPA Theatre di New York (1989)
- The Sum of Us, di David Stevens, regia di Kevin Dowling. Cherry Lane Theatre di New York (1990)
- Little Egypt, di Lynn Siefert, regia di Roberta Levitow. Playwrights Horizons Theatre di New York (1992)
- Marisol, di José Rivera, regia di Michael Greif. Joseph Papp public theatre di New York (1993)
- Moe's Lucky Seven, di Marlane Meyer, regia di Roberta Levitow. Playwrights Horizons Theatre di New York (1994)
- All My Sons, di Arthur Miller, regia di Barry Edelstein. Laura Pels Theatre di New York (1997)
- Hurricane, di Erin Cressida Wilson, regia di Barry Edelstein. East 13th Street/CSC Theatre di New York (1999)
- The Spitfire Grill, di Fred Alley e James Valcq, regia di David Saint. The Duke on 42nd Street Theatre di New York (2001)
- Happiness, di John Weidman, regia di Susan Stroman. Mitzi E. Newhouse Theatre di New York (2009)
- I Remember Mama, di John Van Druten, regia di Jack Cummings III e Francesca James (assistente regista). Teatro The Gym at Judson di New York (2014)
- Signature Plays: Edward Albee's The Sandbox, Maria Irene Fornes' Drowning, and Adrienne Kennedy's Funnyhouse of a Negro, di Edward Albee, regia di Lila Neugebauer. Pershing Square Signature Center/ The Alice Griffin Jewel Box Theatre di New York (2016)
- To Kill a Mockingbird, di Aaron Sorkin, regia di Bartlett Sher. Shubert Theatre di New York (2018)

## Doppiatrici italiane
Nelle versioni in italiano dei suoi lavori, Phyllis Somerville è stata doppiata da:
- Graziella Polesinanti in Little Children, Fringe, Blue Bloods, Omicidio a Easttown
- Lorenza Biella ne Il curioso caso di Benjamin Button, CSI: Miami, Le nostre anime di notte
- Paila Pavese in The Big C, Daredevil
- Emanuela Fallini in Sex and the City
- Rosalba Bongiovanni in Law & Order: Criminal Intent
- Solvejg D'Assunta ne Le regole del gioco
- Stefania Romagnoli in The Blacklist
- Paola Giannetti in The Good Wife